# 南聖拉斐爾

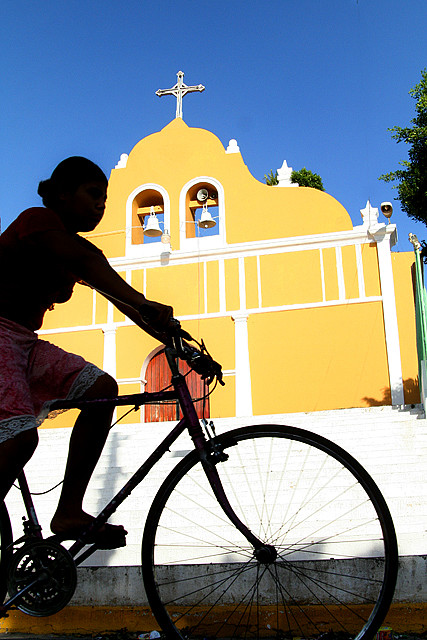
南聖拉斐爾

南聖拉斐爾（西班牙語：San Rafael del Sur）是尼加拉瓜的城鎮，位於該國西部，由馬那瓜省負責管轄，始建於1794年，面積357平方公里，海拔高度108米，2005年人口42,417，人口密度每平方公里118.82人。
11°51′N 86°27′W / 11.850°N 86.450°W